# Литка (річка)
Ли́тка (рос. Лытка) — річка на південному сході Кіровської області та півночі Удмуртії, ліва притока річки Кама. Протікає територією Глазовського району Удмуртії, Омутнінського та Афанасьєвського районів Кіровської області.
Річка бере початок на схилах Верхньокамської височини на території Омутнінського району. Спочатку річка протікає на південний схід з деякими ділянками на схід. Вже на території Афанасьєвського району течія спрямована на схід. Далі протягом 4 км річка слугує кордоном з Удмуртією. Потім Литка повертає на північний схід і тече в такому напрямку до самого гирла. Русло дуже змеандровано, деякі меандри утворюють так звані луки, які мають значну довжину та кут повороту. Береги заліснені, певними ділянками заболочені. Приймає багато приток, найбільші з яких: ліві без назви, без назви, Черяшер та Старий Ічишер.
Над річкою розташоване лише селище Афанасьєвського району Литка.